# Turjanski Vrh
Turjanski Vrh – wieś w Słowenii, w gminie Radenci. W 2018 roku liczyła 76 mieszkańców.